# Françoise Laborde (femme politique)
Pour les articles homonymes, voir Françoise Laborde et Laborde.
Françoise Laborde, née le 8 juillet 1958 à Saint-Maur-des-Fossés, est une femme politique française.
Membre du Mouvement radical (MR), elle est sénatrice de la Haute-Garonne entre le 1er octobre 2008 et le 30 septembre 2020, membre du Haut Conseil à l'égalité entre les femmes et les hommes, et a été membre de l'Observatoire de la laïcité.

## Biographie
Françoise Laborde est enseignante de profession. Institutrice puis professeure des écoles et directrice d'école maternelle, elle se consacre uniquement à la politique depuis son élection au Sénat en 2008.
Elle est membre au Parti radical de gauche. Elle est, depuis 2001, conseillère municipale de Blagnac, près de Toulouse (Haute-Garonne).
Le 21 septembre 2008, elle est élue sénatrice de la Haute-Garonne. Elle siège au Sénat au sein du groupe parlementaire du Rassemblement démocratique et social européen (RDSE). 
En décembre 2015, au nom du Comité Laïcité République, trois membres de l’Observatoire de la laïcité à savoir Jean Glavany, député des Hautes Pyrénées, Patrick Kessel, Président du Comité Laïcité République et Françoise Laborde, publient un communiqué commun critiquant le positionnement de l’Observatoire de la laïcité, ce dernier considérant qu'il n'existe « pas de problème de laïcité dans l’enseignement supérieur ».
Elle est mère de deux enfants.
Le 27 janvier 2017, elle fait partie des responsables du PRG qui appellent à rejoindre le mouvement d'Emmanuel Macron.

## Mandats
Françoise Laborde est conseillère municipale de Blagnac.
En septembre 2008, elle est élue sénatrice de la Haute-Garonne. Elle n'est pas réélue lors des élections sénatoriales de 2020, sa liste n'obtenant que 9,62 % des suffrages.

## Décorations et prix
- 2012 : prix national de la laïcité remis par le Comité Laïcité République[6].
- 2023 : Chevalier de l'ordre national du Mérite [7]